# Chiridopsis aubei
Chiridopsis aubei (лат.) — вид жуков щитоносок (Cassidini) из семейства листоедов.
Африка (Ангола, Бенин, Заир, Замбия, Камерун, Кения, Конго, Либерия, Руанда, Уганда, Эфиопия, ЮАР). Тело овальной формы, уплощённое, желтовато-песочного цвета с чёрными полосами на дорсальной стороне тела. Голова сверху не видна, так как прикрыта переднеспинкой.
Растительноядная группа, питаются растениями различных видов, в том числе из семейства Вьюнковые (Convolvulaceae): Ipomoea involucrata.